# Tubularia aurea
Tubularia aurea is een hydroïdpoliep uit de familie Tubulariidae. De poliep komt uit het geslacht Tubularia. Tubularia aurea werd in 1936 voor het eerst wetenschappelijk beschreven door Fraser. 